# Ptichodis asseverans
Ptichodis asseverans là một loài bướm đêm trong họ Erebidae.